# Porośle
Porośle (biał. Пораслі, Porasli; ros. Поросли, Porosli) – wieś na Białorusi, w obwodzie grodzieńskim, w rejonie lidzkim, w sielsowiecie Trzeciakowce.
Wieś z trzech stron otoczona jest przez Dokudowski Rezerwat Biologiczny.

## Historia
W dwudziestoleciu międzywojennym zaścianek leżący w Polsce, w województwie nowogródzkim, w powiecie lidzkim, w gminie Dokudowo.
Po II wojnie światowej w granicach Związku Sowieckiego. Od 1991 w niepodległej Białorusi.